# کایل لرین
کایل کریستوفر لَرین (انگلیسی: Cyle Christopher Larin؛ زادهٔ ۱۷ آوریل ۱۹۹۵) بازیکن فوتبال اهل کانادا است که در پست مهاجم یا وینگر چپ برای باشگاه فوتبال مایورکا و تیم ملی فوتبال کانادا بازی می‌کند.